# کونارد لیمر
کنراد لیمر (انگلیسی: Konrad Laimer؛ زادهٔ ۲۷ مهٔ ۱۹۹۷) بازیکن فوتبال اهل اتریش است که اکنون برای بایرن مونیخ در پست هافبک دفاعی بازی می‌کند.
از باشگاه‌هایی که در آن بازی کرده‌است می‌توان به باشگاه فوتبال ردبول زالتسبورگ و باشگاه فوتبال لایپزیگ اشاره کرد.
وی همچنین در تیم‌های ملی فوتبال زیر ۲۱ سال اتریش، و اتریش بازی کرده‌است

## عملکرد باشگاهی

### لیفرینگ و ردبول سالزبورگ
لایمر نماینده آکادمی ردبول سالزبوگ است. او در تاریخ ۲ مه ۲۰۱۴ در برابر اس وی هورن اولین بازی خود با لیفرینگ در بوندس لیگای ۲ اتریش انجام داد. او اولین بازی خود را در تاریخ ۲۸ سپتامبر ۲۰۱۴ مقابل راپید وین انجام داد. او جایگزین آلان کاروالیو در وقت‌های اضافه بود.

### لایپزیگ
در تاریخ ۳۰ ژوئن ۲۰۱۷، لایمر با قراردادی چهار ساله به لایپزیگ پیوست.

## عملکرد بین‌المللی
لایمر نخستین فراخوان خود را به تیم ملی اتریش برای انتخابی جام جهانی ۲۰۱۸ برابر ولز و گرجستان در سپتامبر ۲۰۱۷ داد. او اولین بازی خود را در تاریخ ۷ ژوئن ۲۰۱۹ در مرحله انتخابی یورو ۲۰۲۰ مقابل اسلوونی، به عنوان بازیکن ثابت انجام داد.

## افتخارات

### باشگاهی

#### سالزبورگ
- بوندس‌لیگا اتریش : ۲۰۱۴-۱۵، ۲۰۱۵-۱۶، ۲۰۱۶-۱۷
- جام حذفی فوتبال اتریش : ۲۰۱۴-۱۵، ۲۰۱۵-۱۶، ۲۰۱۶-۱۷

#### لایپزیگ
- جام حذفی فوتبال آلمان : ۲۰۲۱-۲۲، ۲۰۲۲-۲۳

#### بایرن مونیخ
- بوندس‌لیگا (۱): ۲۰۲۴-۲۵